# イマノル・ガルシア・デ・アルベニス
イマノル・ガルシア・デ・アルベニス・クレセンテ（Imanol García de Albéniz Crecente、2000年6月8日 - ）は、スペイン・バスク州ガジャルタ出身のサッカー選手。アスレティック・ビルバオ所属。ポジションはDF。

## クラブ経歴
バスク州のガジャルタに生まれ、2010年にアスレティック・ビルバオのカンテラに入団した。2019-20シーズン開幕前にBチームへと昇格すると、2021年3月5日にはクラブとの契約を2025年まで延長した。
2021年7月1日、セグンダ・ディビシオンのCDミランデスにレンタル移籍をした。同年8月21日、マラガCFとのリーグ戦にてプロデビュー。
2022年7月14日、2022-23シーズンはSDエイバルにレンタル移籍することが決定した。